# 汉斯·泰利希
汉斯·泰利希（德語：Hans Theilig，1914年8月12日—1976年10月6日），德国男子手球运动员。他曾代表德国参加1936年夏季奥林匹克运动会手球比赛，获得一枚金牌，他在其中两场比赛中有上场。